# Морска щука
Морската щука (Molva) е род риби, включващ три признати вида:
- Molva dypterygia (Пенант, 1784)
- Molva macrophthalma (Рафинеск, 1810)
- Molva molva (Линей, 1758)

## Етимология
Родовото наименование произлиза от латински: morua –  „риба треска“, което става morlue на старофренски и след това molva на провансалски и molve на съвременен френски. Друга теория извежда произхода на думата от бретонското mor – „море“ и старофренското luz – „щука“.